# پل روسو
پل روسو (فرانسوی: Paul Rosso‎) دوچرخه‌سوار اهل فرانسه بود.  او در بازی‌های المپیک تابستانی ۱۹۰۰ شرکت کرده است.